# Wayne McCullough
Pour les articles homonymes, voir McCullough.
Wayne William McCullough est un boxeur irlandais né le 7 juillet 1970 à Belfast.

## Carrière
Il participe aux Jeux olympiques de Barcelone en 1992 dans la catégorie des poids coqs et remporte la médaille d'argent. Passé dans les rangs professionnels l'année suivante, il remporte le titre de champion du monde des poids coqs WBC le 30 juillet 1995 aux dépens du japonais Yasuei Yakushiji. McCullough conserve son titre face à Johnny Bredahl et Jose Luis Bueno puis le laisse vacant en 1996 pour combattre en super-coqs. Il s’inclinera de justesse pour le titre WBC face à Daniel Zaragoza le 11 janvier 1997.

### Parcours auxJeux olympiques
Jeux olympiques d'été de 1992 à Barcelone (poids coqs) :
- Bat Fred Mutuweta (Ouganda)
- Bat Ahmed Abbood (Irak)
- Bat Mohammed Sabo (Nigéria)
- Bat Li Gwang-sik (Corée du Nord)
- Perd contre Joel Casamayor (Cuba)